# Dee Lampton
Dee Lampton (6 de outubro de 1898 – 2 de setembro de 1919) foi um ator norte-americano da era do cinema mudo. Ele apareceu em 52 filmes entre 1915 e 1920.

## Filmografia parcial
- A Night in the Show
- Be My Wife